# Clematis dubia
Clematis dubia är en ranunkelväxtart som först beskrevs av Stephan Ladislaus Endlicher, och fick sitt nu gällande namn av Peter Shaw Green. Clematis dubia ingår i släktet klematisar, och familjen ranunkelväxter. Inga underarter finns listade i Catalogue of Life.